# Azucarera de Nuestra Señora de las Mercedes
La Azucarera de Nuestra Señora de las Mercedes en Alagón fue una de las primeras industrias azucareras en Aragón (España). Fue fundada en 1900, en 1905 pasó a depender de la Sociedad General Azucarera de España, alcanzando su etapa de mayor auge en los años 1920, y siguió en funcionamiento hasta hace unos pocos años. El conjunto se encuentra en estado de abandono y ruina, pero todavía se puede adivinar cómo fue cuando estuvo en plena actividad. La azucarera se compone de una serie de edificaciones de distintas características, construidas en su mayoría entre 1900 y 1907, aunque también existen construcciones de los años 1930 e incluso de los años 1960, todas ellas vinculadas a una fase concreta del proceso industrial de obtención del azúcar a partir de la remolacha azucarera. En general se trata de amplios contenedores con fábrica de ladrillo o mampostería y cubiertas de teja a dos vertientes, unas veces sobre estructura de madera y otras metálica, tanto sobre columnas de fundición como sobre pilares metálicos roblonados, que presentan pequeños elementos decorativos en sus fachadas. Sin embargo, hay excepciones, como el almacén de pulpa, que destacan por su originalidad constructiva, en este caso en hormigón. El conjunto, a pesar de su lamentable estado, se presenta unitario, armónico, elegante y perfectamente localizable dentro del paisaje en el que se inserta gracias a la conservación de una de sus esbeltas chimeneas.